# Polyrhachis schizospina
Polyrhachis schizospina é uma espécie de formiga do gênero Polyrhachis, pertencente à subfamília Formicinae.